# نقص بوتاسيوم الدم
نقص بوتاسيوم الدم (بالإنجليزية: Hypokalemia) هو انخفاض مستوى البوتاسيوم (+K) في مصل الدم. البوتاسيوم المنخفض الخفيف لا يسبب عادة أعراضًا. قد تشمل الأعراض الشعور بالتعب، تشنجات الساق، الضعف، والإمساك. يزيد انخفاض البوتاسيوم أيضًا من خطر الإصابة بنبضات قلب غير منتظمة، والذي عادة ما يكون بطيئًا جدًا ويمكن أن يسبب السكتة القلبية.
تشمل أسباب نقص بوتاسيوم الدم القيء، الإسهال، الأدوية مثل فوروسيميد، ستيرويدات، غسيل الكلى، السكري الكاذب، فرط الألدوستيرونية، نقص مغنسيوم الدم، وعدم تناول ما يكفي في النظام الغذائي. تتراوح مستويات البوتاسيوم الطبيعية بين 3.5 و5.0 مليمول/لتر مع مستويات أقل من 3.5 مليمول/لتر تعرف بأنها نقص بوتاسيوم الدم. يصنف على أنه شديد عندما تكون المستويات أقل من 2.5 مليمول/لتر. يمكن أيضا الاشتباه في وجود مستويات منخفضة بناء على مخطط كهربية القلب. فرط بوتاسيوم الدم هو مستوى عال من البوتاسيوم في مصل الدم.
تعتمد السرعة التي يجب بها استبدال البوتاسيوم على ما إذا كانت هناك أعراض أو تشوهات على مخطط كهربية القلب أم لا. يمكن إدارة مستويات البوتاسيوم التي تقل قليلا عن المعدل الطبيعي من خلال التغييرات في النظام الغذائي. تتطلب المستويات المنخفضة من البوتاسيوم استبدالها بمكملات غذائية إما تؤخذ عن طريق الفم أو تعطى عن طريق الوريد. إذا تم إعطاؤه عن طريق الوريد، يتم استبدال البوتاسيوم بشكل عام بمعدلات أقل من 20 مليمول/ساعة. يجب عمومًا إعطاء المحاليل التي تحتوي على تركيزات عالية من البوتاسيوم (>40 مليمول/لتر) باستخدام قسطرة وريدي مركزية. قد تكون هنالك حاجة أيضًا إلى استبدال المغنيسيوم.
نقص بوتاسيوم الدم هو واحد من أكثر اختلالات الكهارل شيوعًا. يؤثر على حوالي 20٪ من الأشخاص الذين يدخلون المستشفى.

## أعراض نقص البوتاسيوم
- النقص الطفيف في البوتاسيوم لا يسبب أعراضاً عند المريض، ويتم تشخيصه في نتائج الفحص المخبري.
- النقص الحاد في البوتاسيوم يسبب اضطراباً في دقات القلب، ويقود إلى لانظميات خطرة يمكن أن تسبب خطراً على حياة المريض.
- إلى جانب اللانظميات يظهر النقص في البوتاسيوم في مخطط قلب كهربائي
- للبوتاسيوم دور في انقباض العضلات وفي نقل الشارات العصبية عن طريق جهد الفعل، لذلك قد يظهر له دور في اختلال وظائف هذه الخلايا، إلا أن اضطراب دقات القلب يحدث قبل حدوث اختلال وظائف الخلايا الأخرى، وبالتالي قد لاتظهر هذه الاختلافات، كما أنه قد تظهر بشكل توتر في العضلات، وآلام في العضلات.

## التشخيص
يتم تشخيص نقص البوتاسيوم عن طريق فحص الدم وحساب تركيز البوتاسيوم في الدم. المهم هنا هو الانتباه إلى احتمالية نقص البوتاسيوم وبالتالي إجراء فحص الدم، أي أنه لابد من إجراء فحص للدم عند المرضى الذين احتمالية إصابتهم بنقص البوتاسيوم عالية.

## أسباب نقص البوتاسيوم
قد ينبع نقص بوتاسيوم الدم من واحد أو أكثر من الحالات الطبية التالية:

### تناول غير كافي للبوتاسيوم
ربما السبب الأكثر وضوحًا هو تناول غير كافي للبوتاسوم (أي، اتباع نظام غذائي منخفض البوتاسيوم) أو الجوع. بالرغم من ذلك، دون خسارة هائلة للبوتاسيوم من الجسم، فإن ذلك سبب نادر لنقص بوتاسيوم الدم.

### فقدان عن طريق الجهاز الهضمي
السبب الأكثر شيوعًا هو خسارة كبيرة للبوتاسيوم، غالبًا ما ترتبط بخسارة هائلة لسوائل يتدفق بها السوائل من الجسم. عادة ما يكون ذلك نتيجة للإسهال، تعرّق مفرط، أو الخسارات المتعلقة بإصابات سحق العضلات، أو العمليات الجراحية. قد يسبب التقيؤ أيضًا نقص بوتاسيوم الدم، بالرغم من أنه الإنسان لا يخسر كمية كبيرة من البوتاسيوم في القيء نفسه، ولكنه يخسر كميات كبيرة من البوتاسيوم عبر المسالك البولية بسبب فرط البيكاربونات البولي الناتج عن التقيؤ (أنظر قلاء أدناه). تشمل أسباب أخرى معدية معوية لنقص بوتاسيوم الدن نواسير البنكرياس ووجود الورم الغدي.

### فقدان عن طريق البول
- بعض الأدوية يمكن أن تسبب فقدان البوتاسيوم المفرط عن طريق البول. خافضات ضغط الدم مثل مدرّات البول العرويّة (مثل الفوروسيميد) ومدرّات الثيازيد (مثل الهيدروكلورثيازيد) تسبب بشكل شائع نقص بوتاسيوم الدم. أدوية أخرى مثل مضادات الفطريات، أمفوتيريسين ب، أو دواء السرطان، سيسبلاتين، قد تسبب نقص بوتاسيوم الدم المزمن.
- حالة خاصة من فقدان البوتاسيوم تحدث في الحماض الكيتوني السكري. في هذه الحالة يتم ملاحظة نقص بوتاسيوم الدم مع انخفاض إجمالي البوتاسيوم في الجسم وتركيز منخفض للبوتاسيوم داخل الخلايا. بالإضافة للفقدان البولي نتيجة للبوال وانكماش الحجم، يحدث كذلك فقدان بوتاسيوم من خلال الأنابيب الكلوية كشريك موجب للكاتيون المشحون بشكل سالب، بيتا هيدروكسيبوتيرات.
- انخفاض مستوى المغنيسيوم في الدم قد يؤدي أيضًا إلى نقص بوتاسيوم الدم. المغنيسيوم مهم لمعالجة البوتاسيوم. قد يصبح ذلك واضحًا عند استمرار نقص بوتاسيوم الدم على الرغم من تناول مكملات البوتاسيوم. قد تتواجد كذلك اضطرابات كهرلية أخرى.
- ازدياد درجة الحموضة في الدم قد يؤدي إلى نقص بوتاسيوم الدم المؤقت عن طريق إحدى الآليتين التاليتين. أولاً، يسبب القلاء تحول بوتاسيوم من البلازما والسائل الخلالي إلى داخل الخلايا، ربما بواسطة تحفيز مبادل الـ +Na+-H والذي يؤدي إلى تنشيط عمل مضخة الصوديوم والبوتاسيوم.[5]

1. خلل في وظائف بعض الهرمونات مثل الألدوسترون وخلل الكورتيزون.
2. شرب الكولا بكثرة

## علاج
العلاج الأكثر أهمية في نقص بوتاسيوم الدم الحاد هو معالجة السبب، مثل تحسين النظام الغذائي، معالجة الإسهال، أو وقف الدواء المسبّب للمشكلة. قد لا يحتاج للعلاج المرضى الذين لا يظهر لديهم مصدر واضح لفقدان البوتاسيوم ولا يوجد لديهم أي من أعراض نقص البوتاسيوم.
يعالج نقص البوتاسيوم بالتعويض عن البوتاسيوم:
- في الحالات الطفيفة (نسبة البوتاسيوم> 3,0 ميليمول/ليتر عن طريق الفم (إما الأدوية أو بعض الخضراوات المحتوية على البوتاسيوم مثل الطماطم والموز واللبن).[6]
- أو عن طريق الوريد ولابد أن يكون ذلك ببطء وفي المشفى، لأن التعويض السريع للبوتاسيوم عن طريق الوريد يؤدي إلى اضطرابات قلبية وأحيانا السكتة القلبية وقد يؤدي للوفاة، ويسبب ألماً وحرقة!!!